# دنیل لانگ (بازیکن فوتبال)
دنیل لانگ (انگلیسی: Daniel Lang؛ زادهٔ ۱۷ مهٔ ۱۹۹۲) بازیکن فوتبال اهل آلمان است.